# سنو ليك شورز (مسيسيبي)
سنو ليك شورز (بالإنجليزية: Snow Lake Shores, Mississippi)‏ هي بلدة تقع في مقاطعة بينتون (ميسيسيبي) بولاية مسيسيبي في الولايات المتحدة. تأسست عام 1958، تبلغ مساحتها 2.3 (كم²)، وترتفع عن سطح البحر 127 م، بلغ عدد سكانها 319 نسمة في عام 2010 حسب إحصاء مكتب تعداد الولايات المتحدة وتصل الكثافة السكانية فيها 180.9 نسمة/كم2.

## التركيبة السكانية
حدّد مكتب تعداد الولايات المتحدة بيانات التركيبة السكانية لسنو ليك شورز في تعداد الولايات المتحدة. في ما يلي، التركيبة السكانية حسب تعدادي 2000 و2010.

### تعداد عام 2000
بلغ عدد سكان سنو ليك شورز 300 نسمة بحسب تعداد عام 2000، وبلغ عدد الأسر 147 أسرة وعدد العائلات 106 عائلة مقيمة في البلدة. في حين سجلت الكثافة السكانية 129.3 نسمة لكل كيلومتر مربع (334.9/ميل2). وبلغ عدد الوحدات السكنية 297 وحدة بمتوسط كثافة قدره 128 لكل كيلومتر مربع (331.5/ميل2).
وتوزع التركيب العرقي للبلدة بنسبة 97% من البيض و2% من الأمريكيين الأفارقة و0.67% من الأعراق الأخرى و0.33% من عرقين مختلطين أو أكثر و1.33% من الهسبانيون أو اللاتينيون من أي عرق.
بلغ عدد الأسر 147 أسرة كانت نسبة 12.9% منها لديها أطفال تحت سن الثامنة عشر تعيش معهم، وبلغت نسبة الأزواج القاطنين مع بعضهم البعض 65.3% من أصل المجموع الكلي للأسر، ونسبة 6.1% من الأسر كان لديها معيلات من الإناث دون وجود شريك،  بينما كانت نسبة 0.7% من الأسر لديها معيلون من الذكور دون وجود شريكة وكانت نسبة 27.9% من غير العائلات. تألفت نسبة 24.5% من أصل جميع الأسر من عدة أفراد يعيشون في نفس المنزل ونسبة 8.8% كانت تتألف من شخص يعيش بمفرده يبلغ من العمر 65 عاماً أو أكثر. وبلغ متوسط حجم الأسرة المعيشية 2.04، أما متوسط حجم العائلات فبلغ 2.39.
بلغ العمر الوسطي للسكان 55.2 عاماً. وكانت نسبة 10% من القاطنين تحت سن الثامنة عشر، وكانت نسبة 2.3% بين الثامنة عشر والرابعة والعشرين عاماً، ونسبة 19.7% كانت واقعةً في الفئة العمرية ما بين الخامسة والعشرين والرابعة والأربعين عاماً، ونسبة 40.3% كانت ما بين الخامسة والأربعين والرابعة والستين، ونسبة 27.7% كانت ضمن فئة الخامسة والستين عاماً فما فوق. يوجد لكل 100 أنثى 96.1 ذكر، ويوجد لكل 100 أنثى في الثامنة عشر من عمرها فما فوق 97.1 ذكر.
بلغ متوسط دخل الأسرة في البلدة 30,625 دولارًا، أما متوسط دخل العائلة فبلغ 33,750 دولارًا. وكان متوسط دخل الذكور 28,250 دولارًا مقابل 20,556 دولارًا للإناث. وسجل دخل الفرد الخاص بالبلدة 19,603 دولارًا. وكانت نسبة 6.8% من العائلات ونسبة 6.1% من السكان تحت خط الفقر، وكان من هؤلاء نسبة 19.2% تحت سن الثامنة عشر ونسبة 0% في الخامسة والستين من العمر وما فوق.

### تعداد عام 2010
بلغ عدد سكان سنو ليك شورز 319 نسمة بحسب تعداد عام 2010، وبلغ عدد الأسر 169 أسرة وعدد العائلات 97 عائلة مقيمة في البلدة. في حين سجلت الكثافة السكانية 137.5 نسمة لكل كيلومتر مربع (356.1/ميل2). وبلغ عدد الوحدات السكنية 308 وحدة بمتوسط كثافة قدره 132.8 لكل كيلومتر مربع (344.0/ميل2).
وتوزع التركيب العرقي للبلدة بنسبة 91.22% من البيض و4.08% من الأمريكيين الأفارقة و0.31% من الأمريكيين الأصليين و2.19% من الأعراق الأخرى و2.19% من عرقين مختلطين أو أكثر و4.70% من الهسبانيون أو اللاتينيون من أي عرق.
بلغ عدد الأسر 169 أسرة كانت نسبة 8.3% منها لديها أطفال تحت سن الثامنة عشر تعيش معهم، وبلغت نسبة الأزواج القاطنين مع بعضهم البعض 45% من أصل المجموع الكلي للأسر، ونسبة 7.7% من الأسر كان لديها معيلات من الإناث دون وجود شريك،  بينما كانت نسبة 4.7% من الأسر لديها معيلون من الذكور دون وجود شريكة وكانت نسبة 42.6% من غير العائلات. تألفت نسبة 37.3% من أصل جميع الأسر من عدة أفراد يعيشون في نفس المنزل ونسبة 13.6% كانت تتألف من شخص يعيش بمفرده يبلغ من العمر 65 عاماً أو أكثر. وبلغ متوسط حجم الأسرة المعيشية 1.89، أما متوسط حجم العائلات فبلغ 2.39.
بلغ العمر الوسطي للسكان 57.1 عاماً. وكانت نسبة 9.1% من القاطنين تحت سن الثامنة عشر، وكانت نسبة 4.4% بين الثامنة عشر والرابعة والعشرين عاماً، ونسبة 15.4% كانت واقعةً في الفئة العمرية ما بين الخامسة والعشرين والرابعة والأربعين عاماً، ونسبة 39.5% كانت ما بين الخامسة والأربعين والرابعة والستين، ونسبة 31.7% كانت ضمن فئة الخامسة والستين عاماً فما فوق. وتوزع التركيب الجنسي للسكان بنسبة 49.8% ذكور و50.2% إناث.

## وصلات خارجية
- snowlakeshores.ms
- The US50 - Cities and Towns in Mississippi State
- Mississippi Cities and Towns, Facts, Map, Flag, Colleges, Government, and More